# Paradysderina carpish
Espèce
Paradysderina carpish est une espèce d'araignées aranéomorphes de la famille des Oonopidae.

## Distribution
Cette espèce est endémique de la région de Huánuco au Pérou,. Elle se rencontre entre 1 920 et 2 420 m d'altitude sur le Cerro Carpish.

## Description
Le mâle holotype mesure 1,60 mm et la femelle 1,77 mm.

## Étymologie
Cette espèce est nommée en référence au lieu de sa découverte, le Cerro Carpish.

## Publication originale
- Platnick & Dupérré, 2011 : The Andean goblin spiders of the new genera Paradysderina and Semidysderina (Araneae, Oonopidae). Bulletin of the American Museum of Natural History, no 364, p. 1-121 (texte intégral).